# Henry Stanley Plummer
Pour les articles homonymes, voir Plummer.
 (janvier 2013).
Si vous disposez d'ouvrages ou d'articles de référence ou si vous connaissez des sites web de qualité traitant du thème abordé ici, merci de compléter l'article en donnant les références utiles à sa vérifiabilité et en les liant à la section « Notes et références ».
Henry Stanley Plummer, né le 3 mars 1874 à Hamilton, Minnesota et mort le 31 décembre 1936 à Rochester, Minnesota est un médecin et professeur américain. Interniste et endocrinologue de renom, il a joué un rôle majeur dans la fondation et l'épanouissement de la Mayo Clinic.

## Biographie

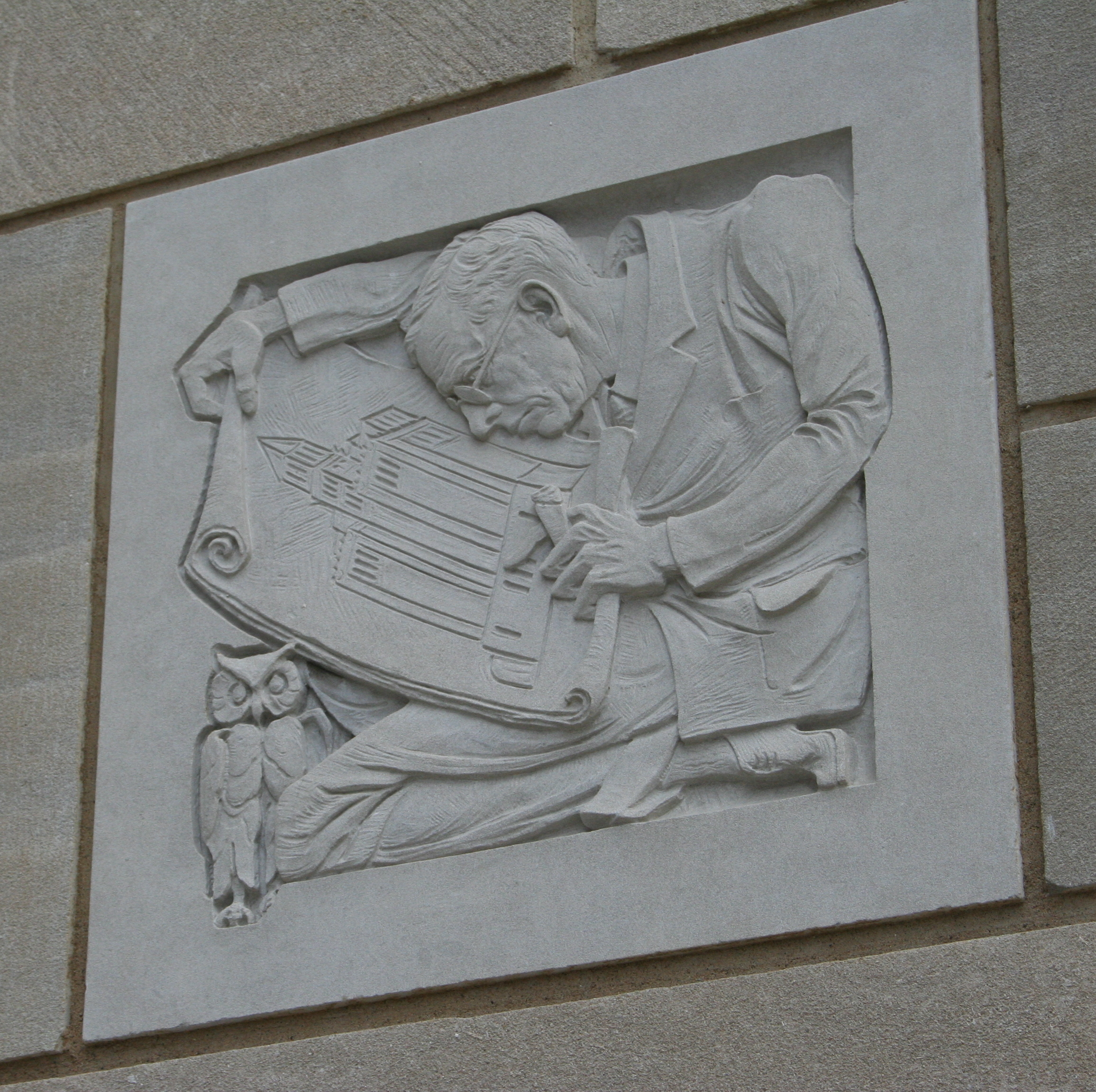
Henry Plummer sur un détail architectural du Plummer Building. Plummer, qui a dessiné pour la clinique Mayo ce bâtiment construit en 1928, est représenté en train d'en finaliser le dessin.

Fils du Dr. Albert Plummer et Isabelle Steele, le jeune Henry voulait devenir ingénieur mais fut persuadé par son père de continuer la lignée familiale. Il obtient ainsi son titre de médecin en 1898 à l'université Northwestern et débute sa pratique médicale avec son père dans la ville de Racine, Minnesota avant de s'associer à l'équipe de la Mayo Clinic en 1901. Il y devient chef du département de médecine interne, mais assume aussi des fonctions d'enseignant en qualité de professeur à la faculté de médecine du Minnesota.
En 1936, il devient subitement malade et s'autodiagnostique une thrombose cérébrale avant de mourir quelques heures plus tard. Il a laissé derrière lui sa femme Daisy, une petite fille du Dr. Will Mayo, et 2 enfants adoptifs, Robert et Gertrude,.
Il est resté célèbre pour avoir été le concepteur du Plummer Building, qui s'élève toujours actuellement à Rochester et fait partie intégrante de la clinique qu'il a contribué à développer. 

## Éponymie
Plummer a laissé son nom à divers signes cliniques et affections médicales :
- Adénome de Plummer, maladie de Plummer : autre nom de l'adénome toxique de la glande thyroïde (ou goitre nodulaire toxique).
- Ongles de Plummer : onycholyse, notamment de l'annulaire, parfois observée en cas d'hyperthyroïdie, avec un aspect concave et déchiqueté du bord de l'ongle.
- Signe de Plummer : observé dans l'hyperthyroïdie, il s'agit d'une incapacité de se relever de la position assise due à une myopathie endocrinienne (dans les pays francophones, on parle plus volontiers de « signe du tabouret »).
- Traitement de Plummer : administration d'iode dans la thyrotoxicose.
- Syndrome de Plummer-Vinson : observé dans l'anémie ferriprive, il associe une atrophie des muqueuses de la bouche, du pharynx et de l'œsophage, une dysphagie et une koïlonychie (ongles déformés en cuillères). Ce syndrome de physiopathologie inconnue touche plus particulièrement les femmes d'âge moyen et se complique parfois d'un carcinome de la langue ou du pharynx.